# Maciej Szarek
Maciej Szarek (ur. 4 lutego 1826 w Brzegach, zm. 4 stycznia 1905 tamże) – polski działacz ludowy działający w Galicji, jeden z pierwszych polskich pisarzy i poetów ludowych.

## Życiorys
Pochodził z biednej rodziny chłopskiej. W dzieciństwie mimo konieczności ciężkiej pracy zdołał – w większości samodzielnie – nauczyć się czytać i pisać. W wieku dziewiętnastu lat stracił ojca, ożenił się i objął gospodarstwo. Od 1847 odbywał przez trzy lata służbę w armii austriackiej. Po powrocie do Brzegów zajął się gospodarką, dorabiał przewożąc ludzi przez Wisłę, jednak wciąż nie ustawał w staraniach poszerzania swojej wiedzy.
Dzięki szczęśliwym zbiegom okoliczności zaczął zdobywać przyjaciół i patronów. Wśród nich wymienić można m.in. Franciszka Matejkę (poznanego podczas pierwszej wizyty w księgarni), Władysława Anczyca (poznanego w księgarni w Warszawie), a także Józefa Ignacego Kraszewskiego, z którym Szarek prowadził bogatą korespondencję. Właśnie pod wpływem Kraszewskiego Szarek podjął pierwsze próby publicystyczne i literackie. Jego listy opisujące życie chłopów były publikowane w prasie od 1869, głównie w wydawanych w Galicji gazetkach ludowych. Z czasem zaczął pisać i publikować także wiersze i opowiadania (m.in. w „Wieńcu” i „Pszczółce”).
Niezmiernie wyczulony na oświatę ludową, był aktywnym działaczem w tej mierze na lokalnym gruncie. Udało mu się doprowadzić w 1869 do powstania czytelni w Grabiu, do której przekazywał zbierane przez siebie książki. Dzięki staraniom Szarka o fundusze, w 1898 wzniesiono w Grabiu budynek szkoły. Był patriotą, działającym na rzecz budzenia świadomości narodowej wśród miejscowych chłopów. Podczas powstania styczniowego przewoził ochotników przez Wisłę na ziemie zaboru rosyjskiego, pomógł też przedostać się do Galicji żołnierzom z oddziału pułkownika Langiewicza.
Początkowo działał na rzecz poprawy losu chłopów, odwołując się do wartości narodowych i nawołując do współpracy różnych warstw społecznych. Współpracował przez pewien czas z ks. Stanisławem Stojałowskim. Z czasem jednak coraz częściej w swoich wystąpieniach (publikowanych w najrozmaitszych gazetach i czasopismach, nie tylko galicyjskich, głównie przeznaczonych dla chłopów) krytykował panujące stosunki społeczne akcentując złe położenie i biedotę chłopów; w ostatnim okresie życia blisko współpracował z działaczami ludowymi Bolesławem i Marią Wysłouchami i działał w Stronnictwie Ludowym. Na łamach organu partii, „Przyjaciela Ludu”, opublikował od 1889 do 1904 kilkadziesiąt tekstów.
Twórczość literacka Szarka to głównie wiersze (rymowane i rytmiczne, często nawiązujące do rytmu krakowiaka). Pisane gwarą, często mają charakter patriotyczny i dydaktyczny. Oprócz wierszy Szarek był też autorem powiastek i gawęd. W tych ostatnich bardzo często Szarek opisuje sceny z życia codziennego w Brzegach. Szczególny charakter ma krótka autobiografia Bieg mojego życia, w której koncentruje się na swojej edukacji i działalności, pomijając życie prywatne.

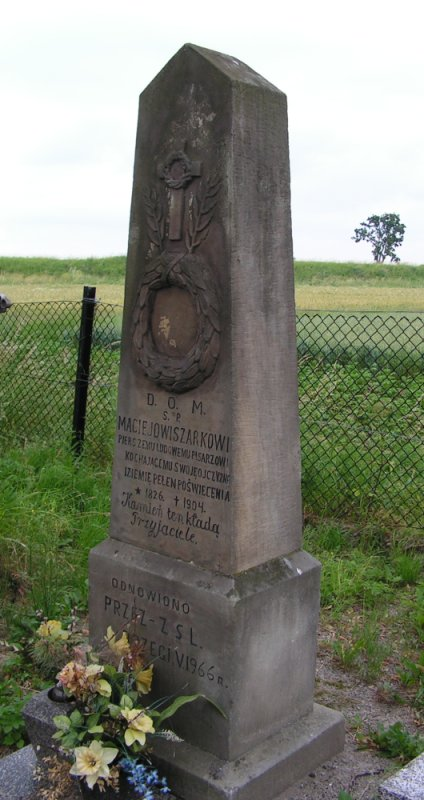
Nagrobek Macieja Szarka na cmentarzu w Grabiu

Pod koniec życia Szarek żył w coraz większej biedzie. W 1903 stracił podczas powodzi dom. Zmarł w 1905, pochowany został na cmentarzu parafialnym w Grabiu. Jego imię od 1999 nosi szkoła podstawowa w Grabiu.

## Dorobek
Jego twórczość (w tym autobiografię Bieg mego życia, która pierwotnie ukazała się na łamach czasopisma „Przyjaciel Ludu” w kilku częściach w latach 1895–1896) zebrano i opublikowano w tomie Wiersze i proza w 1956. Fragmenty autobiografii oraz kilka wierszy i opowiadań znalazło się w pracy Brzegi i Grabie pod Niepołomicami, Siercza 2007. Obszerny wybór listów Szarka do znanych postaci jego czasów opublikowali Janusz Albin i Józef Ryszard Szaflik w 39. zeszycie półrocznika „Ze Skarbca Kultury” (1984).